# 邁薩赫河
48°15′10″N 11°24′50″E / 48.25278°N 11.41389°E
邁薩赫河（德語：Maisach），是德國的河流，位於該國東南部，由巴伐利亞負責管轄，屬於安珀河的左支流，河道全長37.3公里，流域面積212平方公里，河口處在達豪附近。